# Kae Tempest
Kae Tempest (abans Kate Tempest i de naixement Kate Esther Calvert; Londres, 22 de desembre de 1985) és una persona no-binària del Regne Unit que es dedica a la poesia, a la dramatúrgia i a la interpretació dels gèneres musicals spoken word i rap. També ha exercit la docència al departament de llengua del University College de Londres.
Va començar a fer rap en públic als setze anys, però encara mantenia en privat els poemes i les idees per a teatre. Va estudiar música a la Brit School per a les Arts Escèniques i la Tecnologia i després política i literatura anglesa a Goldsmiths, un college de la Universitat de Londres.
El 2012 va guanyar el reputat premi Ted Hughes de poesia pel seu recopilatori Brand New Ancient, per la seva innovació en el gènere. Tempest en va fer una actuació escènica (una spoken word performance), amb què va guanyar el premi Herald Angel al Festival Fringe d'Edimburg. El maig de 2014 va treure el seu primer àlbum, Everybody Down, pel qual rebé una nominació al Mercury Prize, i el setembre de 2016 el segon, Let Them Eat Chaos. La Poetry Book Society considera Tempest la nova veu poètica més rellevant en llengua anglesa.
La seva obra trenca les fronteres entre els gèneres i les formes artístiques, entre les quals estableix un diàleg sempre creatiu, i arriba a un tipus de públic que sovint no parava atenció a l'art, ni en la poesia ni en el hip-hop.

## Discografia
- 2014: Everybody Down
- 2016: Let Them Eat Chaos
- 2019: The book of traps and lessons
- 2022: The line is a curve

## Literatura

### Poesia
- Everything Speaks in its Own Way, editorial Zingaro, 2012
- Brand New Ancients, editorial Picador, 2012, premi de poesia Ted Hughes[5] (El 2014 va sortir-ne a la venda el CD)
- Hold your own, editorial Picador, 2014

### Teatre
- Wasted, Methuen Drama, 2012
- GlassHouse, 2013
- Hopelessly Devoted, editorial Bloomsbury, 2014

### Novel·la
- The Bricks that Built the Houses, Bloomsbury Circus, 2016